# Arteria tympanica anterior
Die Arteria tympanica anterior ist eine Schlagader des Kopfes beim Menschen. Sie entspringt dem ersten (retromandibulären) Abschnitt der Oberkieferarterie und zieht, in das Gewebe der Ohrspeicheldrüse eingebettet, zum Ohr. Hinter dem Kiefergelenk tritt sie durch die Fissura petrotympanica in die Paukenhöhle und damit in das Mittelohr. Sie wird dabei von der Chorda tympani begleitet. Im Mittelohr versorgt sie die Innenseite des Trommelfells, Hammer und Amboss sowie das Antrum mastoideum und das Epitympanon.